# Soudní poplatek
Soudní poplatek je peněžní částka vybíraná za řízení před soudy (tzv. poplatky za řízení) nebo za jednotlivé úkony, které soudy provádějí (tzv. poplatky za úkony). V Česku je právní úprava soudních poplatků obsažena ve speciálním zákoně o soudních poplatcích a konkrétní sazby za řízení nebo za úkony jsou určeny jeho přílohou, která se nazývá Sazebník soudních poplatků. Zde jsou stanoveny jsou buď pevnou částkou nebo procentní sazbou ze stanoveného základu. Soudní poplatky jsou příjmem státního rozpočtu.

## Historie
Od vzniku Československa až do 1. ledna 1951 se soudní poplatky řídily císařským nařízením z roku 1915. Poté začal platit nový zákon o soudních poplatcích a prováděcí nařízení ministra financí stanovilo základní procentní sazbu poplatků ve výši 4 % z žalované sumy, která obecně platila až do roku 2011. Roku 1966 byl zrušen a byl přijat jiný zákon o soudních poplatcích, který byl zrušen roku 1984 a nahrazen opět dalším zákonem o soudních poplatcích. Ten zůstal v platnosti až do roku 1991.
Zákon o soudních poplatcích z roku 1991 byl několikrát novelizován, ale komplexní zvýšení jednotlivých poplatků nastalo pouze roku 1995 a poté až po několika letech k 1. září 2011.

## Placení soudních poplatků
Poplatková povinnost, tedy povinnost soudní poplatek zaplatit, vzniká zejména okamžikem podání žaloby nebo jiného návrhu na zahájení řízení, uplatněním opravného prostředku, rozhodnutím soudu ve věci samé, schválením smíru či podáním návrhu na provedení úkonu. Poplatníkem je především ten, kdo dané zpoplatněné podání k soudu podal a příslušný k vyměření, vybrání a případně i k vymáhání poplatku je ten soud, který ve věci rozhoduje či má provést požadovaný úkon, v případě odvolání nebo dovolání soud prvního stupně.
V případě procentního určení se poplatek stanovuje ze základu, kterým je obecně cena předmětu řízení, k příslušenství se přitom nepřihlíží. V případě více žalovaných plnění se tyto částky sčítají, jestliže jde ale o opětující se plnění na dobu neurčitou, je základem pětinásobek ročního plnění. Základ poplatku se zaokrouhluje na celá sta korun dolů a vypočtený poplatek se pak zaokrouhluje na celé desítky korun nahoru. Pro nejběžnější řízení, žalobu na plnění, je poplatek stanoven ve výši 1 000 Kč do žalované částky 20 000 Kč včetně, a 5 % nad částku převyšující 20 000 Kč. Poplatek se vybírá až do částky 40 000 000 Kč.
Nebude-li poplatek za řízení uhrazen už při podání návrhu, soud poplatníka vyzve k jeho zaplacení, stanoví mu k tomu určitou lhůtu a poučí ho o následcích nezaplacení. Po marném uplynutí lhůty dané řízení zastaví. Tento následek lze zhojit tím, že bude v odvolací lhůtě zaplacen, soud pak usnesení o zastavení řízení zruší a v řízení pokračuje. Pokud by ale šlo o poplatek za úkon, ten se bez dalšího neprovede. Poplatky se platí buď na účet soudu, který vede Česká národní banka, nebo kolkovými známkami, pokud není vyšší než 5 000 Kč. Jestliže poplatek zaplatí někdo, kdo k tomu nebyl povinen, bude mu vrácen, stejně tak soud vrátí případný přeplatek (ledaže nepřevyšuje 50 Kč).

## Osvobození od soudních poplatků
Některé druhy řízení a také některé subjekty jsou přímo ze zákona od poplatkové povinnosti osvobozeny. Ze soudních řízení jde hlavně o opatrovnická řízení, řízení ve věcech sociální péče, dědická řízení v prvním stupni, nařízení exekuce nebo o náhradu škody nebo jiné újmy způsobené při výkonu veřejné moci nezákonným rozhodnutím nebo nesprávným úředním postupem. Od poplatku jak za řízení, tak za úkony jsou pak osvobozeny zejména Česká republika, obce a kraje ve věcech přenesené působnosti, cizí státy a jejich diplomaté (je-li zaručena vzájemnost), cizinci v azylových věcech, navrhovatelé v řízení o určení i zvýšení výživného či navrhovatelé v řízení o náhradu škody na zdraví vzniklé v souvislosti s ublížením na zdraví.
Kromě těchto subjektů může osvobození od soudních poplatků dosáhnout kdokoli, kdo o to v soudním řízení požádá a jehož poměry to odůvodňují. Takové osvobození je však jen výjimečné, kromě toho může být kdykoli za řízení zase odejmuto.